# 猿子亜未
猿子 亜未（ましこ あみ、1984年6月1日 - ）は、北海道出身の女子アイスホッケー選手。ポジションはフォワード。Daishinに所属している。
釧路市立緑陵中学校、北海道釧路工業高等学校を経て北海道教育大学釧路校へ進学、2007年3月卒業した。
2004年にはトリノオリンピック最終予選に向けた代表候補に選ばれている。
アイスホッケー女子日本代表に選ばれ、2007年アジア冬季競技大会では銀メダルを獲得した。2008年世界選手権の代表候補にも選ばれている。